# Душан Бачић
Душан Бачић (Београд, 11. мај 1982) је српски композитор и текстописац. Аутор је и текстописац песме Мила која је у извођењу Принца представљала Србију на Песми Евровизије 2025.

## Биографија
Одрастао је и живи на Вождовцу. Као дете, у основној школи, показивао је интересовање за музику и тражио од родитеља да га упишу на часове клавира. Наставу је почео да похађа са 8 година. Био је једини дечак у школском хору. Такође, истовремено га занима и писање, па је прву песму написао са 9 година и од тада пише свакодневно. Завршио је Дванаесту гимназију у Београду. Тих година почиње озбиљније да се бави музиком, већ компонује, бежи са часова и наступа по београдским клубовима.

## Каријера
Прекретница се догодила 1999. године, у јесен, након бомбардовања. Душан Бачић је као шеснаестогодишњак упознао Неду Украден и са њом почео да наступа као клавијатурист. Ова сарадња траје већ 15 година. Заједно са Недом Украден, неколико пута је пропутовао планету, Америку, Европу, Аустралију. Тада је први пут имао прилику да упозна свет шоу-бизниса, научи много ствари и упозна људе из различитих делова планете. Све време компонује и пише и покушава да пронађе извођача који би извео бар једну његову песму. Сања да бар једном чује своју песму на радију. Као аутор, али и као извођач такмичи се на многим фестивалима, али без успеха.
Неда Украден је 2007. пристала да на албум уврсти две Душанове песме, Време је и Хаљина. Након тога направио је још неколико песама за друге извођаче, као и песму Кад сам код куће са Недом Украден и ушао у финале Хрватског радијског фестивала. Од тог тренутка стекао је више самопоуздања и у сарадњи са продуцентом Бојаном Драгојевићем. Године 2009. написао је песму „Да се нађемо на пола пута“, која је убрзо постала велики хит широм Балкана. Милиони прегледа на Јутјубу, златни тираж у Србији и Хрватској. Душан и Бојан настављају сарадњу и одмах објављују песму На Балкану, која има огромну популарност широм Балкана, Наше мало славље са Иваном Селаков, Тетоважа са Недом и Иваном Заком, Тарапана са Северином, која постаје један од њених највећих хитова. Ту су и успешне сарадње са Жељком Бебеком, Антонијом Шолом, Црвеном јабуком, продуцентом Бранимиром Михаљевићем и текстописцем Фајом.
У јуну 2013. године објављена је песма Случајно са Саше Ковачевића која је за три дана остварила рекордан број прегледа на Јутјубу, са 1.200.000 прегледа.